# Carta de vendas
Uma carta de vendas (em inglês:  sales letter) é uma peça de mala direta projetada para persuadir o leitor a adquirir um produto ou serviço específico na ausência de um vendedor ou vendedora. Essa carta tem sido definida como "uma forma de mala direta na qual um anunciante envia uma carta a um potencial cliente". Ela se diferencia de outras técnicas de mala direta, como a distribuição de panfletos e catálogos, pois a carta de vendas normalmente promove um único produto ou linha de produtos e tende a ser predominantemente textual em vez de baseada em gráficos, embora as cartas de vendas em vídeo (VSLs) tenham se tornado cada vez mais populares. Essa estratégia é normalmente utilizada para produtos ou serviços que, devido ao seu preço, são consideradas compras de valor médio ou alto (geralmente de dezenas a milhares de dólares). A carta de vendas é frequentemente, mas não exclusivamente, a última etapa do processo de vendas antes que o cliente faça um pedido, e tem o objetivo de garantir que o prospecto esteja comprometido em se tornar um cliente.
Desde o advento da internet, a carta de vendas tornou-se uma parte integral do marketing digital, geralmente na forma de um e-mail ou site. E-mails de vendas não solicitados são conhecidos como spam, embora o spam normalmente consista em e-mails muito mais curtos do que uma carta de vendas comum. Fora da internet, cartas de vendas não solicitadas são conhecidas como "junk mail" (correio indesejado).

## Alguns componentes relevantes
A carta de vendas é dividida em várias seções principais. Além disso, outras seções podem ser utilizadas, como subtítulos (em inglês:  sub-headlines).

### Headline ou título
O início de uma carta de vendas é considerado a parte mais importante. Nas cartas de vendas por e-mail, essa parte é chamada de assunto do e-mail e, nas páginas da Web, assume o formato de um título ou headline, geralmente seguido por um texto adicional chamado subtítulo.

### Corpo do copy
Esta seção é normalmente bastante longa, com cartas de 4, 8 e 16 páginas sendo formatos comuns. Esta seção normalmente contém depoimentos de clientes da empresa, bem como fotos e informações sobre o produto. Na internet, o corpo do copy pode incluir vídeo ou áudio incorporado.

### Conclusão
As cartas de vendas são destinadas a fazerem com que o cliente se comprometa a comprar o produto ou serviço, normalmente sem qualquer intervenção adicional. A carta de vendas é uma forma especial de publicidade, com o objetivo de vender produtos e serviços da empresa. A carta de vendas deve despertar interesse, soar convincente, criar um desejo e encorajar o leitor a agir. Escreva em um estilo positivo e convincente, mas não seja agressivo. Apresentar vantagens e benefícios ao leitor. Incentive uma resposta de para o leitor - um telefonema, uma visita, uma resposta em um formulário anexo, etc.

### Design gráfico
O design gráfico de uma carta de vendas é uma parte importante da marca. A fonte, o layout, o espaçamento entre linhas, a formatação do parágrafo, as imagens etc. afetam a eficácia da carta.

## Desenvolvimento de cartas de vendas
Devido à natureza de resposta direta das cartas de vendas, elas podem ser cuidadosamente testadas de forma contínua para determinar qual versão apresenta o melhor desempenho em termos de converter leitores em clientes. As cartas de vendas são tipicamente desenvolvidas incrementalmente, com testes divididos de vários elementos. Isso permite ao profissional de marketing ou copywriter confirmar qual headline, texto do corpo ou design gráfico converte melhor. Na internet, é possível rastrear variáveis adicionais, como a taxa de abertura de e-mails, a taxa de rejeição, cliques até o checkout (CTR), etc.